# Crescenzo
Crescenzo  è un nome proprio di persona italiano maschile.

## Varianti
- Maschili: Crescenzio[1][2], Crescente[2]
  - Alterati: Crescentino[2]
  - Ipocoristici: Enzo[3]
- Femminili: Crescenza[2], Crescenzia[2]
  - Alterati: Crescentina[2]

## Varianti in altre lingue
- Catalano: Crescenci[4], Crescent[4], Créscenç[4]
- Francese: Crescent
- Latino: Crescentius[1][3]
  - Femminili: Crescentia[5]
- Polacco: Krescenty
- Portoghese: Crescêncio
- Spagnolo: Crescencio[4], Crescente[4]
  - Femminili: Crescencia[5]
- Tedesco: Crescens
  - Femminili: Crescentia[5], Kreszentia[5], Kreszenz[5]
  - Ipocoristici femminili: Zenzi[5], Senta[5]
- Ucraino: Кресцентiй (Krescentij)

## Origine e diffusione
Deriva dal latino Crescentius, attestato a partire dall'epoca cristiana sia come cognomen, sia come nome personale; esso deriva a sua volta da Crescens, tratto dal participio presente del verbo cresco, crescĕre (cioè proprio "crescere"), con il significato augurale di "che cresce [bene]", "che possa crescere/diventare grande", analogo a quello dei nomi Zayd e Gro. Il nome Crescens appare nel Nuovo Testamento, dove un cristiano con così chiamato è citato da san Paolo nella seconda lettera a Timoteo, 4,9-10); è reso come Κρήσκης (Kreskes) nelle traduzioni greche delle Scritture ed è adattato in italiano come "Crescente". 
In Italia la diffusione del nome è stata sostenuta dal culto di numerosi santi (ve ne sono, nei tipi base, oltre una ventina). Negli anni 1970 se ne contavano oltre settemila occorrenze, varianti incluse, di cui più di duemila delle forme femminili; le due forme base Crescenzo e Crescenzio erano attestato principalmente nel Centro-Sud, specie in Puglia, Campania e Lazio, mentre la variante Crescentino era tipica del Centro-Nord, frequente soprattutto in Piemonte e nelle Marche. La forma Crescenzo è relativamente frequente anche nelle comunità ebraiche italiane, dove viene usata come "traduzione" del nome Efrem. La forma femminile Crescentia, oltre ad essere portata da una santa martire in genere associata a san Vito, è anche il nome della protagonista di un romanzo cavalleresco tedesco del XII secolo.

## Onomastico
L'onomastico può essere festeggiato in memoria di più santi, alle date seguenti:
- 10 marzo, san Crescente, martire con altri compagni a Corinto sotto Valeriano[4][7]
- 16 aprile, san Crescenzio, martire con altri compagni a Saragozza[8]
- 19 aprile, san Crescenzio, suddiacono di Firenze[1][7]
- 1º giugno, san Crescentino, martire a Città di Castello[8][7]
- 15 giugno, santa Crescenzia, martire con san Modesto in Lucania[1][8]
- Prima domenica di agosto, san Crescenzo, fanciullo, martire romano venerato a Bonito[8]
- 4 agosto, san Crescenzione, martire con Giustino a Roma[8][7]
- 8 agosto, san Crescentino di Città di Castello, martire[8]
- 10 agosto, san Crescenzio, martire con i santi Sevo e Arcaneo[1]
- 19 agosto, santa Crescenzia, vergine di Parigi[1][8]
- 14 settembre, san Crescenzio, fanciullo, martire a Roma sotto Diocleziano[8][7]
- 5 ottobre, san Crescenzio, martirizzato a Treviri con altri compagni[1][9]

## Persone

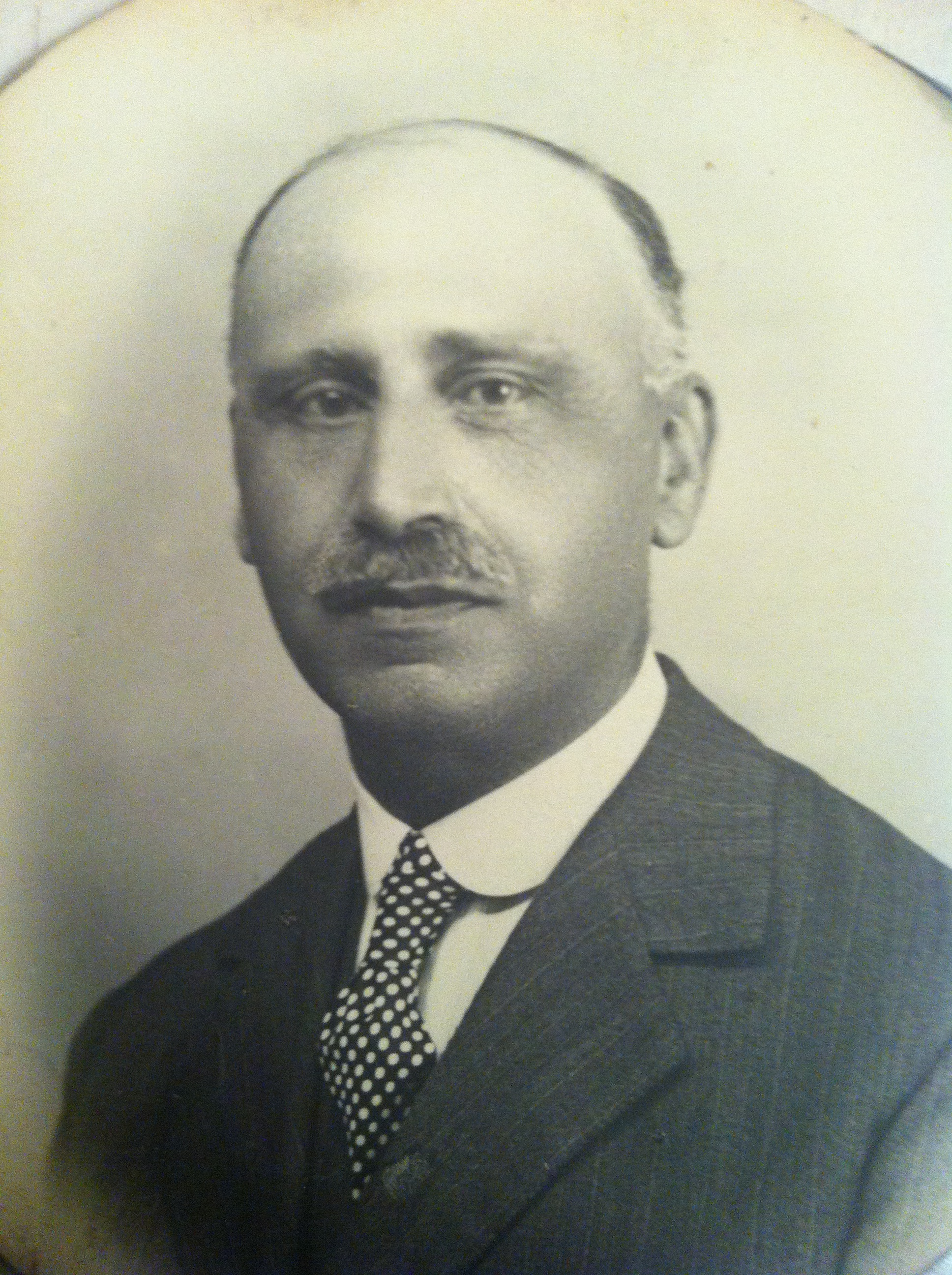
Crescenzo Del Monte

- Crescenzo Buongiorno, compositore italiano
- Crescenzo D'Amore, ciclista su strada e pistard italiano
- Crescenzo Del Monte, poeta italiano
- Crescenzo Di Maio, attore e commediografo italiano
- Crescenzo Gamba, pittore italiano
- Crescenzo Mazza, politico e medico italiano

### Variante Crescenzio

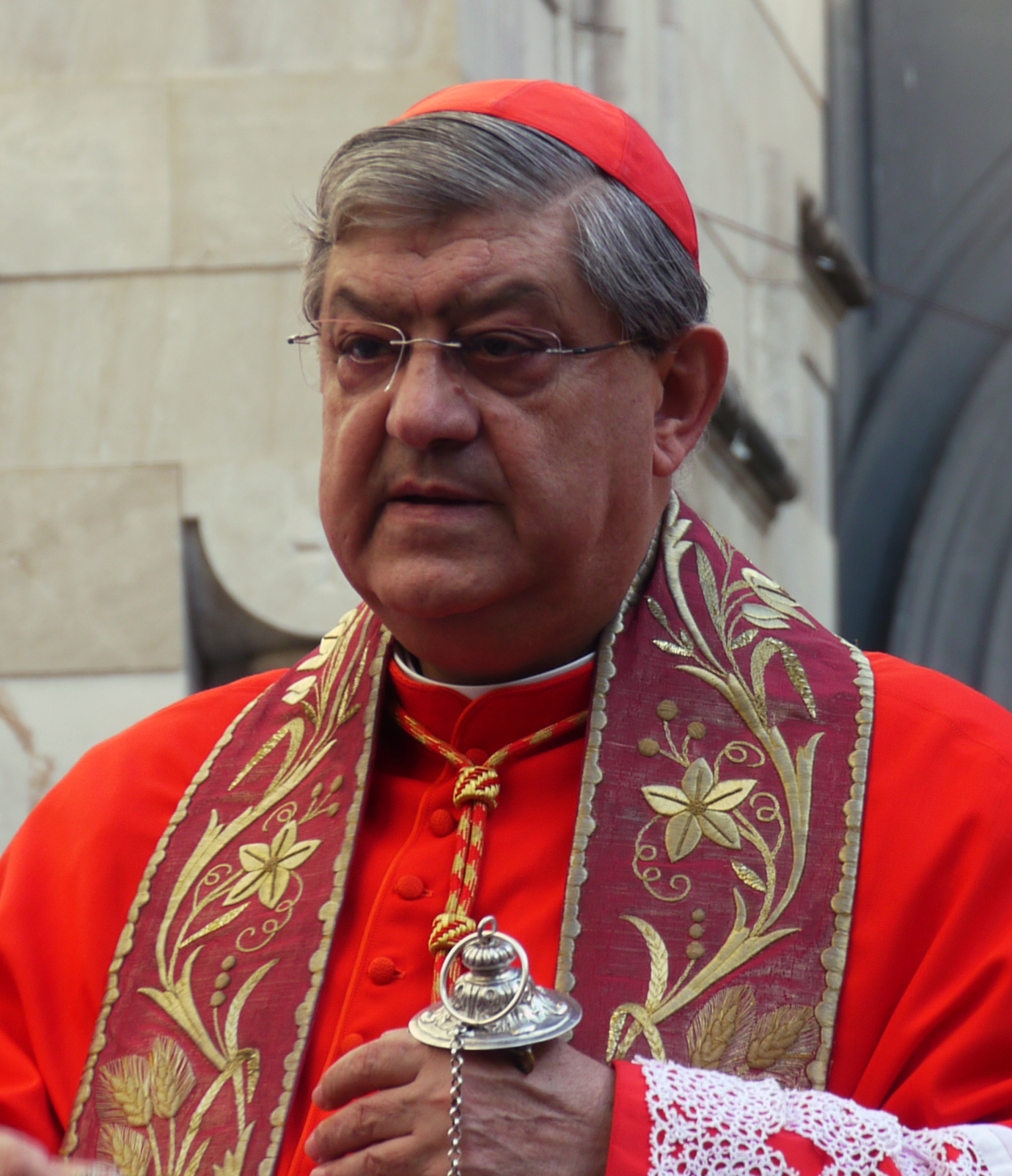
Crescenzio Sepe

- Crescenzio di Roselle, vescovo italiano
- Crescenzio da Jesi, religioso italiano
- Crescenzio de Theodora, nobile e politico italiano
- Crescenzio Gambarelli, pittore italiano
- Crescenzio Nomentano, nobile italiano
- Crescenzio Onofri, pittore e incisore italiano
- Crescenzio Rinaldini, vescovo cattolico italiano naturalizzato brasiliano
- Crescenzio Rivellini, politico italiano
- Crescenzio Scarselli, avvocato e politico italiano
- Crescenzio Sepe, cardinale e arcivescovo cattolico italiano

### Altre varianti maschili
- Crescentino Caselli, ingegnere e architetto italiano
- Crescencio Gutiérrez, calciatore messicano

### Varianti femminili
- Crescenza Guarnieri, attrice italiana
- María Crescencia Pérez, religiosa argentina